# Höhr-Grenzhausen
Höhr-Grenzhausen est une ville et chef-lieu de la Verbandsgemeinde de Höhr-Grenzhausen, dans l'arrondissement de Westerwald, en Rhénanie-Palatinat, dans l'ouest de l'Allemagne. Elle se situe à 10 km à l'ouest de Montabaur et à 10 km au nord-est de Coblence.

## Jumelage
- Laigueglia (Italie) depuis 1972
- Semur-en-Auxois (France) depuis 1987